# Slaves and Masters
Slaves and Masters —en español: Esclavos y amos— es el decimotercer álbum de estudio de la banda británica de hard rock Deep Purple, publicado en octubre de 1990. Es el único álbum que incluye a Joe Lynn Turner como cantante, después de que Ian Gillan fuera despedido en 1989. Las ediciones del disco en vinilo y en CD presentan un distinto orden en sus canciones. Las canciones "King of Dreams" y "Love Conquers All" fueron editadas en videoclips para apoyar la promoción del disco.
Durante la gira mundial también se incluyeron "Burn", un fragmento de "Long Live Rock 'n' Roll" y "Hey Joe", las cuales habían sido vetadas por Gillan, desde la reunión de la banda en 1984.
La canción "Too Much Is Not Enough", fue regrabada luego por Joe Lynn Turner en su disco solista Hurry Up and Wait.

## Canciones

### Edición en vinilo
- Todas las canciones fueron escritas por Joe Lynn Turner, Ritchie Blackmore y Roger Glover, excepto donde se indique.

1. "King of Dreams" – 5:26
2. "The Cut Runs Deep" (Turner, Blackmore, Glover, Jon Lord, Ian Paice) – 5:42
3. "Fire in the Basement" (Turner, Blackmore, Glover, Lord, Paice) – 4:43
4. "Fortuneteller" (Turner, Blackmore, Glover, Lord, Paice) – 5:49
5. "Truth Hurts" – 5:14
6. "Breakfast in Bed" – 5:17
7. "Love Conquers All" – 3:47
8. "Too Much Is Not Enough" (Turner, Bob Held, Al Greenwood) – 4:17
9. "Wicked Ways" – 6:33

### Edición en CD
1. "King of Dreams" – 5:28
2. "The Cut Runs Deep" (Turner, Blackmore, Glover, Lord, Paice) – 5:42
3. "Fire in the Basement" (Turner, Blackmore, Glover, Lord, Paice) – 4:43
4. "Truth Hurts" – 5:14
5. "Breakfast in Bed" – 5:17
6. "Love Conquers All" – 3:47
7. "Fortuneteller" (Turner, Blackmore, Glover, Lord, Paice) – 5:49
8. "Too Much Is Not Enough" (Turner, Held, Greenwood) – 4:17
9. "Wicked Ways" – 6:33

## Personal
Deep Purple
- Joe Lynn Turner - Voz líder.
- Ritchie Blackmore - Guitarra.
- Roger Glover - Bajo y coros.
- Jon Lord - Órgano, teclados, arreglos y dirección de cuerdas en "Love Conquers All" y "King of Dreams".
- Ian Paice - Batería, percusión.

Colaboradores
- Nick Blagona - Ingeniero de sonido, mezcla.
- Raymond D'Addario - Asistente de producción.
- Roger Glover - Mezcla.

- Datos: Q745872